# Ladislav Šimůnek
Ladislav Šimůnek (4 ottobre 1916 – 7 dicembre 1969) è stato un calciatore cecoslovacco, di ruolo attaccante.